# 3508 Pasternak
3508 Pasternak (1980 DO5) là một tiểu hành tinh vành đai chính được phát hiện ngày 25 tháng 2 năm 1980 bởi L. G. Karachkina ở Nauchnyj. Nó được đặt theo tên Boris Pasternak, Nobel Prize-winning Russian poet và writer.